# Mohamed Ismail Kherbache
Pour les articles homonymes, voir Kherbache.
Mohamed Ismail Kherbache est un footballeur algérien né le 1er juillet 1990 à Saïda. Il évoluait au poste de milieu offensif.

## Biographie
Mohamed Ismail Kherbache évolue avec le club du CR Belouizdad pendant six saisons, de 2008 à 2014. 
Avec cette équipe, il dispute 72 matchs en première division algérienne, inscrivant cinq buts. A deux reprises, il se classe quatrième du championnat d'Algérie avec Belouizdad, en 2009 puis en 2012. 
Il atteint avec Belouizdad la finale de la Coupe d'Algérie en 2012, en étant battu sur le score de 1-2 par l'ES Sétif.

## Palmarès
- Finaliste de la Coupe d'Algérie en 2012 avec le CR Belouizdad.